# Agaronia jesuitarum
Agaronia jesuitarum là một loài ốc biển, là động vật thân mềm chân bụng sống ở biển trong họ Olividae, ốc ôliu.